# Robert Horry
Robert Keith Horry (Harford County, Maryland, 25 de agosto de 1970) é um ex-basquetebolista profissional norte-americano, heptacampeão da NBA por três equipes diferentes, nos anos de 1994, 1995, 2000, 2001, 2002, 2005 e 2007.

## Estatísticas na NBA
| † | Campeão da temporada da NBA |
|   | Líder da liga               |
|   | MVP da temporada regular    |
|   | Recorde da história da NBA  |

### Temporada Regular
| Ano      | Equipe      | PJ   | PT  | MPJ  | AP   | 3P   | LL   | RT  | AS  | BR  | TO  | PPJ  |
| -------- | ----------- | ---- | --- | ---- | ---- | ---- | ---- | --- | --- | --- | --- | ---- |
| 1992-93  | Houston     | 79   | 79  | 29.5 | .474 | .255 | .715 | 5.0 | 2.4 | 1.0 | 1.1 | 10.1 |
| 1993-94† | Houston     | 81   | 81  | 29.3 | .459 | .324 | .732 | 5.4 | 2.9 | 1.5 | .9  | 9.9  |
| 1994-95† | Houston     | 64   | 61  | 32.4 | .447 | .379 | .761 | 5.1 | 3.4 | 1.5 | 1.2 | 10.2 |
| 1995-96  | Houston     | 71   | 71  | 37.1 | .410 | .366 | .776 | 5.8 | 4.0 | 1.6 | 1.5 | 12.0 |
| 1996-97  | Phoenix     | 32   | 15  | 22.5 | .421 | .308 | .640 | 3.7 | 1.7 | .9  | .8  | 6.9  |
| 1996-97  | LA Lakers   | 22   | 14  | 30.7 | .455 | .329 | .700 | 5.4 | 2.5 | 1.7 | 1.3 | 9.2  |
| 1997-98  | LA Lakers   | 72   | 71  | 30.4 | .476 | .204 | .692 | 7.5 | 2.3 | 1.6 | 1.3 | 7.4  |
| 1998-99  | LA Lakers   | 38   | 5   | 19.6 | .459 | .444 | .739 | 4.0 | 1.5 | .9  | 1.0 | 4.9  |
| 1999-00† | LA Lakers   | 76   | 0   | 22.2 | .438 | .309 | .788 | 4.8 | 1.6 | 1.1 | 1.0 | 5.7  |
| 2000-01† | LA Lakers   | 79   | 1   | 20.1 | .387 | .346 | .711 | 3.7 | 1.6 | .7  | .7  | 5.2  |
| 2001-02† | LA Lakers   | 81   | 23  | 26.4 | .398 | .374 | .783 | 5.9 | 2.9 | 1.0 | 1.1 | 6.8  |
| 2002-03  | LA Lakers   | 80   | 26  | 29.3 | .387 | .288 | .769 | 6.4 | 2.9 | 1.2 | .8  | 6.5  |
| 2003-04  | San Antonio | 81   | 1   | 15.9 | .405 | .380 | .645 | 3.4 | 1.2 | .6  | .6  | 4.8  |
| 2004-05† | San Antonio | 75   | 16  | 18.6 | .419 | .370 | .789 | 3.6 | 1.1 | .9  | .8  | 6.0  |
| 2005-06  | San Antonio | 63   | 3   | 18.8 | .384 | .368 | .647 | 3.8 | 1.3 | .7  | .8  | 5.1  |
| 2006-07† | San Antonio | 68   | 8   | 16.5 | .359 | .336 | .594 | 3.4 | 1.1 | .7  | .6  | 3.9  |
| 2007-08  | San Antonio | 45   | 5   | 13.0 | .319 | .257 | .643 | 2.4 | 1.0 | .5  | .4  | 2.5  |
| Carreira |             | 1107 | 480 | 24.5 | .425 | .341 | .726 | 4.8 | 2.1 | 1.0 | .9  | 7.0  |

Playoffs
| Ano      | Equipe      | PJ  | PT  | MPJ  | AP   | 3P   | LL   | RT  | AS  | BR  | TO  | PPJ  |
| -------- | ----------- | --- | --- | ---- | ---- | ---- | ---- | --- | --- | --- | --- | ---- |
| 1993     | Houston     | 12  | 12  | 31.2 | .465 | .300 | .741 | 5.2 | 3.2 | 1.5 | 1.3 | 10.5 |
| 1994†    | Houston     | 23  | 23  | 33.8 | .434 | .382 | .765 | 6.1 | 3.6 | 1.5 | .9  | 11.7 |
| 1995†    | Houston     | 22  | 22  | 38.2 | .445 | .400 | .744 | 7.0 | 3.5 | 1.5 | 1.2 | 13.1 |
| 1996     | Houston     | 8   | 8   | 38.5 | .407 | .396 | .435 | 7.1 | 3.0 | 2.6 | 1.6 | 13.1 |
| 1997     | LA Lakers   | 9   | 9   | 31.0 | .447 | .429 | .778 | 5.3 | 1.4 | 1.1 | .8  | 6.7  |
| 1998     | LA Lakers   | 13  | 13  | 32.5 | .557 | .353 | .683 | 6.5 | 3.1 | 1.1 | 1.1 | 8.6  |
| 1999     | LA Lakers   | 8   | 0   | 22.1 | .462 | .417 | .786 | 4.5 | 1.4 | .8  | .8  | 5.0  |
| 2000†    | LA Lakers   | 23  | 0   | 26.9 | .407 | .288 | .702 | 5.3 | 2.5 | .9  | .8  | 7.6  |
| 2001†    | LA Lakers   | 16  | 0   | 23.9 | .368 | .362 | .591 | 5.2 | 1.9 | 1.4 | 1.0 | 5.9  |
| 2002†    | LA Lakers   | 19  | 14  | 37.0 | .449 | .387 | .789 | 8.1 | 3.2 | 1.7 | .8  | 9.3  |
| 2003     | LA Lakers   | 12  | 10  | 31.1 | .319 | .053 | .556 | 6.7 | 3.1 | 1.3 | 1.0 | 5.6  |
| 2004     | San Antonio | 10  | 0   | 21.1 | .465 | .364 | .929 | 6.3 | .9  | .8  | .2  | 6.1  |
| 2005†    | San Antonio | 23  | 0   | 26.9 | .448 | .447 | .732 | 5.4 | 2.0 | .9  | .9  | 9.3  |
| 2006     | San Antonio | 13  | 5   | 17.2 | .405 | .353 | .731 | 3.7 | .8  | .4  | .7  | 4.2  |
| 2007†    | San Antonio | 18  | 0   | 20.1 | .417 | .351 | .824 | 3.9 | 1.6 | .6  | 1.3 | 4.3  |
| 2008     | San Antonio | 15  | 0   | 10.3 | .194 | .227 | .667 | 2.1 | .5  | .3  | .3  | 1.5  |
| Carreira |             | 244 | 116 | 28.0 | .426 | .359 | .722 | 5.6 | 2.4 | 1.1 | .9  | 7.9  |

## Prêmios e Homenagens
- NBA:
  - 7 vezes Campeão da NBA: 1994, 1995, 2000, 2001, 2002, 2005, 2007;
  - NBA All-Rookie Team:
    - segundo Time: 1993;